# Livingstone

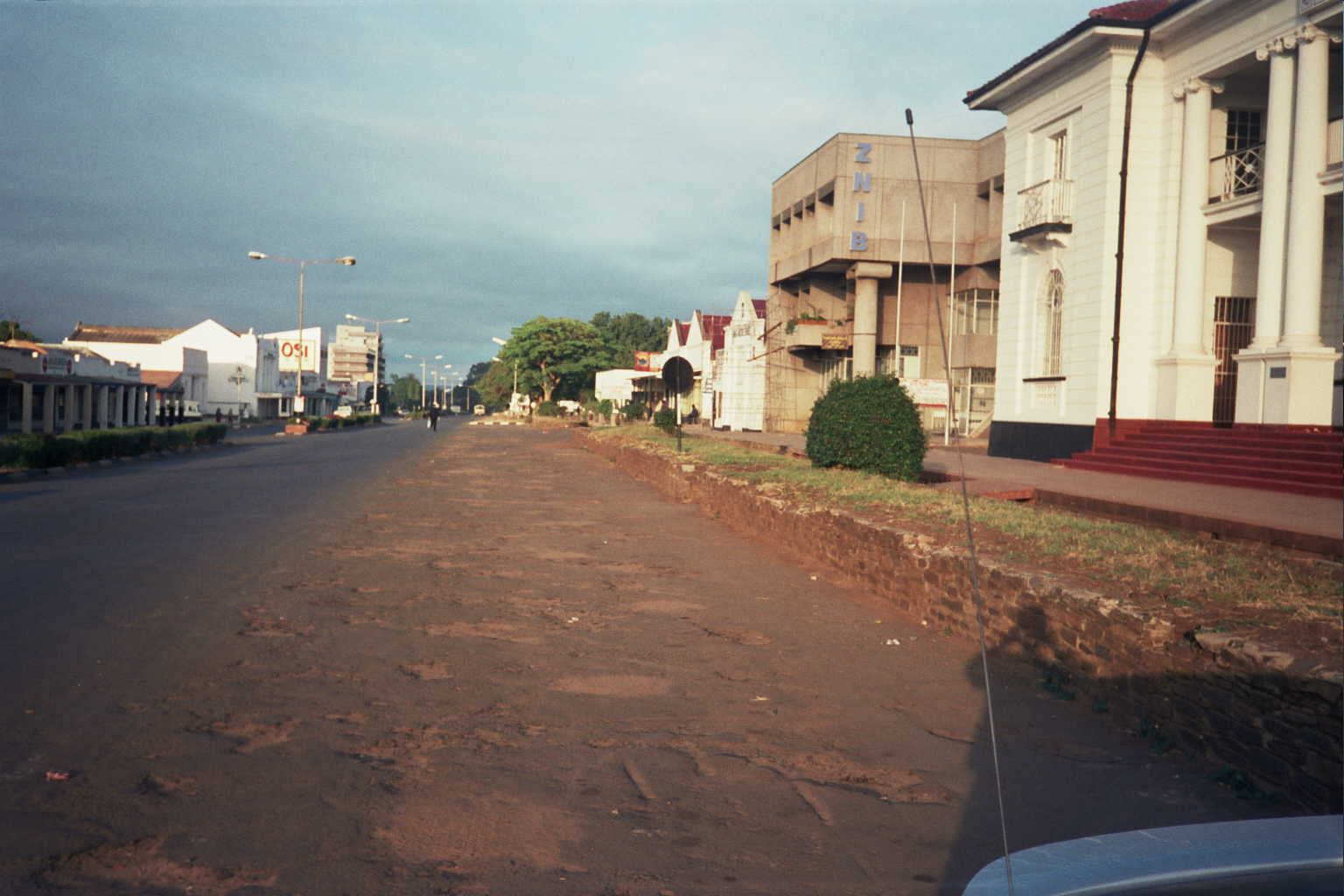
Główna ulica Livingstone w 1999 roku

Livingstone (również Maramba) – miasto w Zambii, były ośrodek administracyjny Prowincji Południowej, nad rzeką Zambezi, w pobliżu Wodospadów Wiktorii, przy granicy z Zimbabwe. Około 134 tys. mieszkańców.
David Livingstone był pierwszym podróżnikiem, który dotarł w te rejony i od niego miasto bierze swą nazwę. W mieście znajduje się największe w Zambii Muzeum Livingstone’a.